# Myrinia binoculus
Myrinia binoculus är en fjärilsart som beskrevs av Heinrich Benno Möschler 1876. Myrinia binoculus ingår i släktet Myrinia och familjen tjockhuvuden. Inga underarter finns listade i Catalogue of Life.